# Élections législatives de 1986 en Eure-et-Loir
Les élections législatives françaises de 1986 ont lieu le 16 mars 1986. Dans le département d'Eure-et-Loir, quatre députés sont à élire dans le cadre d'un scrutin proportionnel par liste départementale à un seul tour.

## Élus
| Député élu          |  | Parti     |
| ------------------- |  | --------- |
| Maurice Dousset     |  | UDF (PR)  |
| Martial Taugourdeau |  | diss. RPR |
| Georges Lemoine     |  | PS        |
| Françoise Gaspard   |  | PS        |

## Listes en présence

### Extrême gauche (LCR)
| N° | Candidats         | Parti | Parti | Principales fonctions        |
| -- | ----------------- | ----- | ----- | ---------------------------- |
| 01 | Éric Zerbini      |       | LCR   | Infirmier                    |
| 02 | Francine Mas      |       | LCR   | Cheminote                    |
| 03 | Tiffour Ziani     |       | LCR   | Ouvrier spécialisé RTC       |
| 04 | Guy Cauchon       |       | LCR   | Ouvrier boulanger            |
|    |                   |       |       |                              |
| 05 | Michel Touchet    |       | LCR   | Tuyauteur                    |
| 06 | Marie-José Ortega |       | LCR   | Ouvrière spécialisée Renault |

### Extrême gauche (MPPT)
| N° | Candidats          | Parti | Parti | Principales fonctions                        |
| -- | ------------------ | ----- | ----- | -------------------------------------------- |
| 01 | Nicole Mas         |       | MPPT  | Conseillère municipale de Lucé, institutrice |
| 02 | Dominique Maillot  |       | MPPT  | Contrôleur du travail                        |
| 03 | Béatrice Jaffrenou |       | MPPT  | Auxiliaire de puériculture                   |
| 04 | Bernard Schadelé   |       | MPPT  | Employé                                      |
|    |                    |       |       |                                              |
| 05 | Véronique Sanchez  |       | MPPT  | Employée de mairie                           |
| 06 | Jean-Claude Hérody |       | MPPT  | Éducateur                                    |

### Parti communiste français
| N° | Candidats           | Parti | Parti | Principales fonctions                                                   |
| -- | ------------------- | ----- | ----- | ----------------------------------------------------------------------- |
| 01 | André Essirard      |       | PCF   | Adjoint au maire de Chartres, ouvrier                                   |
| 02 | Jean Hardy          |       | PCF   | Conseiller municipal de Châteaudun, professeur d'enseignement technique |
| 03 | Paul Rossignol      |       | PCF   | Conseiller municipal de Dreux, retraité                                 |
| 04 | Véronique Chartrain |       | PCF   | Conseillère municipale de Chartres, institutrice                        |
|    |                     |       |       |                                                                         |
| 05 | Maurice Tropinat    |       | PCF   | Adjoint au maire de Nogent-le-Rotrou, enseignant                        |
| 06 | Janine Tardiveau    |       | PCF   |                                                                         |

### Majorité présidentielle (PS-MRG-PSU)
| N° | Candidats            | Parti | Parti | Principales fonctions |
| -- | -------------------- | ----- | ----- | --- |
| 01 | Georges Lemoine      |       | PS    | Secrétaire d'État chargé des DOM-TOM, conseiller général du Canton de Chartres-Sud-Est et maire de Chartres, universitaire        |
| 02 | Françoise Gaspard    |       | PS    | Députée sortante, conseillère régionale et conseillère municipale de Dreux, ancienne maire, conseillère de Tribunal administratif |
| 03 | Jean Gallet          |       | PS    | Député sortant et maire d'Allonnes, agriculteur                                                                                   |
| 04 | François Huwart      |       | MRG   | Conseiller municipal de Nogent-le-Rotrou, attaché principal d'Administration centrale                                             |
|    |                      |       |       | |
| 05 | Yves-Pierre Plassard |       | PS    | Conseiller municipal de Chartres, commerçant                                                                                      |
| 06 | Maurice Legendre     |       | PS    | Conseiller général du Canton de Dreux-Sud et maire de Vernouillet, ancien député, apiculteur                                      |

### Opposition (UDF-RPR diss.)
| N° | Candidats                  | Parti | Parti     | Principales fonctions |
| -- | -------------------------- | ----- | --------- | --- |
| 01 | Maurice Dousset            |       | UDF-PR    | Député sortant, président de la Région Centre, conseiller général du canton de Châteaudun et maire de Lutz-en- Dunois, agriculteur                                            |
| 02 | Martial Taugourdeau        |       | RPR diss. | Conseiller général du Canton de Châteauneuf-en-Thymerais, président du conseil général et maire de Tremblay-les-Villages, médecin généraliste                                 |
| 03 | Patrick Hoguet             |       | UDF-PR    | Suppléant de Maurice Dousset, conseiller général du Canton de Nogent-le-Rotrou et conseil municipal de Nogent-le-Rotrou, administrateur principal aux Communautés Européennes |
| 04 | Colette Chauvigné-Bourlaud |       | UDF       | Conseillère municipale de Chartres, enseignante |
|    |                            |       |           | |
| 05 | Yves Cuzin                 |       | UDF       | Conseiller municipal de Chartres, employé |
| 06 | Michel Lethuillier         |       | UDF       | Conseiller général du Canton de Dreux-Est et maire de Cherisy, meunier |

### Opposition (CNI-RPR-CDS)
| N° | Candidats                     | Parti | Parti | Principales fonctions |
| -- | ----------------------------- | ----- | ----- | --- |
| 01 | Michel Junot                  |       | CNI   | Adjoint au maire de Paris et conseiller régional d'Île-de-France, ancien député, ancien Préfet, médiateur de la Ville de Paris |
| 02 | Henri Herrera                 |       | RPR   | Conseiller municipal de Chartres, chef d'entreprise                                                                            |
| 03 | Charles-Evrard de Dreux-Brézé |       | CDS   | Assureur, Saint-Rémy-sur-Avre                                                                                                  |
| 04 | Alain Letilleul               |       | RPR   | Informaticien, officier de réserve de l'Armée de l'Air                                                                         |
|    |                               |       |       | |
| 05 | Madeleine Combelle-Metais     |       | DVD   | Agricultrice, conseillère municipale de Saint-Victor-de-Buthon                                                                 |
| 06 | Jean-Paul Gibier              |       | CNI   | Avocat, ancien bâtonnier du barreau de Chartres                                                                                |

### Divers droite
| N° | Candidats                | Parti | Parti      | Principales fonctions |
| -- | ------------------------ | ----- | ---------- | --------------------- |
| 01 | Jean-Louis Daumer        |       | DVD (UNIR) | Cadre d'entreprise    |
| 02 | Jean André               |       | DVD        | Ingénieur             |
| 03 | Antoinette Rossi-Airault |       | DVD        | Cadre commerciale     |
| 04 | Martial Lécuyer          |       | DVD        | Conducteur de travaux |
|    |                          |       |            |                       |
| 05 | Philippe Lachaise        |       | DVD        | Maquettiste           |
| 06 | Philippe Legrand         |       | DVD        | Employé               |

### Front national
| N° | Candidats              | Parti | Parti | Principales fonctions                    |
| -- | ---------------------- | ----- | ----- | ---------------------------------------- |
| 01 | Marie-France Stirbois  |       | FN    | Professeure d'anglais, chef d'entreprise |
| 02 | Patrice Cirier         |       | FN    | Avocat                                   |
| 03 | André Vabois           |       | FN    | Médecin gynécologue                      |
| 04 | Claude Julien-Lecoq    |       | FN    | Avocat                                   |
|    |                        |       |       |                                          |
| 05 | Jean-Jérôme de Souancé |       | FN    | Exploitant                               |
| 06 | Henri de Montangon     |       | FN    | Sylviculteur                             |

## Résultats

### Résultats à l'échelle du département
| Liste Parti politique | Liste Parti politique | Tête de liste         | Tour unique | Tour unique | Sièges |
| Liste Parti politique | Liste Parti politique | Tête de liste         | Voix        | %           | Sièges |
| --------------------- | --- | --------------------- | ----------- | ----------- | ------ |
|                       | Union de l'opposition d'Eure-et-Loir Union pour la démocratie française (diss. RPR)                                      | Maurice Dousset       | 67 188      | 35,18       | 2      |
|                       | Entente républicaine pour une majorité de progrès avec le président de la République Parti socialiste (MRG - PSU)        | Georges Lemoine       | 66 906      | 35,03       | 2      |
|                       | Liste de Rassemblement national présentée par le Front national Front national                                           | Marie-France Stirbois | 19 393      | 10,15       | 0      |
|                       | Liste d'union de l'opposition nationale Centre national des indépendants (RPR - CDS)                                     | Michel Junot          | 16 580      | 8,68        | 0      |
|                       | Liste présentée par le Parti communiste français Parti communiste français                                               | André Essirard        | 12 122      | 6,34        | 0      |
|                       | Union de l'opposition républicaine et libérale Divers droite                                                             | Jean-Louis Daumer     | 6 414       | 3,36        | 0      |
|                       | Liste du Mouvement pour un parti des travailleurs Eure-et-Loir Extrême gauche (Mouvement pour un parti des travailleurs) | Nicole Mas            | 1 713       | 0,89        | 0      |
|                       | Liste LCR Ligue communiste révolutionnaire                                                                               | Éric Zerbini          | 664         | 0,35        | 0      |
|                       | |                       |             |             |        |
| Inscrits              | Inscrits | Inscrits              | 250 789     | 100,00      | 4      |
| Abstentions           | Abstentions | Abstentions           | 50 677      | 20,21       |        |
| Votants               | Votants | Votants               | 200 112     | 79,79       |        |
| Blancs et nuls        | Blancs et nuls | Blancs et nuls        | 9 132       | 4,56        |        |
| Exprimés              | Exprimés | Exprimés              | 190 980     | 95,43       |        |